# Hankou
Hankou (en chino simplificado, 汉口; pinyin, Hànkǒu) fue una de las tres ciudades (las otras dos fueron Wuchang y Hanyang) cuya fusión dio origen a la actual ciudad de Wuhan, capital de la provincia de Hubei, China. Se encuentra al norte de los ríos Yangtsé y Han, justo donde este último desembocaba en el río Yangtsé.
Hankou estaba conectada mediante una serie de puentes con sus antiguas ciudades hermanas de Hanyang (entre el Han y el Yangtsé) y Wuchang (en el lado sur del Yangtsé). Hankou es el principal puerto de la provincia de Hubei.

## Historia
El nombre de la ciudad significa literalmente "La boca del  Han" refiriéndose a la localización del asentamiento, desde su posición en la confluencia de los ríos Han y el Yangtze. El nombre apareció en un poema de Liu Changqing de la dinastía Tang. Otros nombres históricos para la ciudad incluyen Xiakou (夏口), Miankou (沔口) y Lukou (鲁口).
Hankou, desde los Ming hasta los Qing, estaba bajo la administración del gobierno local en Hanyang, aunque ya era uno de los cuatro principales mercados nacionales (en chino: 四大名镇) de la dinastía Ming. No fue hasta 1899 que Zhang Zhidong decidió separar a Hankou de Hanyang. Hankou se dividió en cuatro distritos, que eran Juren, Youyi, Xunli y Dazhi. Algunos de los nombres aún se pueden encontrar en la actual Wuhan, donde existen nombres geográficos como Xunlimen, Jurenmen y Dazhimen.
En 1926 Hankou se estableció oficialmente como una ciudad, donde se construyó su gobierno municipal en el distrito de Jianghan. En el mismo año, la Expedición del Norte alcanzó a Hankou y se fusionó a Hankou con las adyacentes Wuchang y Hanyang para convertirla en Wuhan, el asiento de la capital nacional. Pero en 1927, cuando Nankín tuvo éxito en la lucha por ser la capital nacional, Wuhan regresó a su forma original y Hankou volvió a ser una ciudad por sí sola. Esta vez Hankou se estableció como un "municipio especial" que se asemeja a un municipio bajo jurisdicción central moderno. Antes de 1949, Hankou cambió su estatus entre la de un "municipio especial" y una "ciudad provincial". En 1949 Hankou finalmente se fusionó con Hanyang y Wuchang para convertirse en Wuhan, cuando los comunistas llegaron a Hankou el 16 de mayo.
Hankou solía tener cinco concesiones coloniales del Reino Unido, Francia, Alemania, Rusia y Japón. Las concesiones de Alemania y Rusia fueron administradas por el gobierno de China en la Primera Guerra Mundial. Los británicos la dejaron en 1927 durante la Expedición del Norte. Los japoneses y los franceses la dejaron después de la Segunda Guerra Mundial.

## Hankou de hoy
"Hankou" es un nombre muy usado en las calles de Wuhan, en particular en el sitio donde se encontraba, al norte de las riberas de los ríos Yangtse y Han. El nombre está presente en la antigua estación ferroviaria, también conocida como estación Dazhimen (大智门火车站). Después de que la vieja estación fuera cerrada en 1991, el nombre Hankou fue transferido el mismo año a un sitio diferente.